# Сото, Эрнандо де (конкистадор)
Эрна́ндо де Со́то (исп. Hernando de Soto; ок. 1498 — 21 мая 1542) — испанский мореплаватель и конкистадор с титулом аделантадо, который возглавил первую завоевательную экспедицию европейцев к северу от Мексики, вглубь территории современных Соединённых Штатов; был первым европейцем, пересёкшим реку Миссисипи и оставившим документальное подтверждение этого.

## Ранние годы
Эрнандо де Сото родился в семье небогатых идальго в Эстремадуре или Андалусии. Два города — Бадахос и Баркаррота заявляют, что он родился там. Известно, что он провёл детство в обоих местах, и он предусмотрел в своём завещании, чтобы его тело было похоронено в Херес-де-лос-Кабальерос, где были также погребены другие члены его семьи. В то время Испания и Португалия были заполнены молодыми людьми, ищущими шанса найти военной славы после разгрома мавров.
Де Сото отплыл в Новый Свет в 1514 году с первым губернатором Панамы, Педрариасом Давилой, на дочери которого впоследствии женился. В Центральной Америке он получил известность как отличный наездник, боец и тактик, но также был известен и особой жестокостью. В 1530 году де Сото стал правителем Леона в Никарагуа. Он возглавлял экспедицию на побережье полуострова Юкатан с целью поиска прохода между Атлантическим и Тихим океанами для торговли с Востоком, богатейшим рынком в мире. После провала экспедиции без средств для дальнейшего изучения, де Сото, после смерти Давилы, оставил свои поместья в Никарагуа. Он нанял суда и перевёз своих людей в Тумбес на первую базу Франсиско Писарро, незадолго до отъезда Писарро вглубь Перу.

## Поход против инков
В 1531 году принимал участие в походе Франсиско Писарро против инков. Писарро сделал де Сото одним из своих капитанов. Когда Писарро и его люди впервые столкнулись с армией Атауальпы у Кахамарки, Писарро послал де Сото с пятнадцатью людьми пригласить Атауальпу на встречу. Когда Писарро на другой день напал на Атауальпу, де Сото был во главе одной из трёх групп солдат. Испанцы захватили Атауальпу. Де Сото был послан в лагерь армии инков, где его люди разграбили палатки Атауальпы.

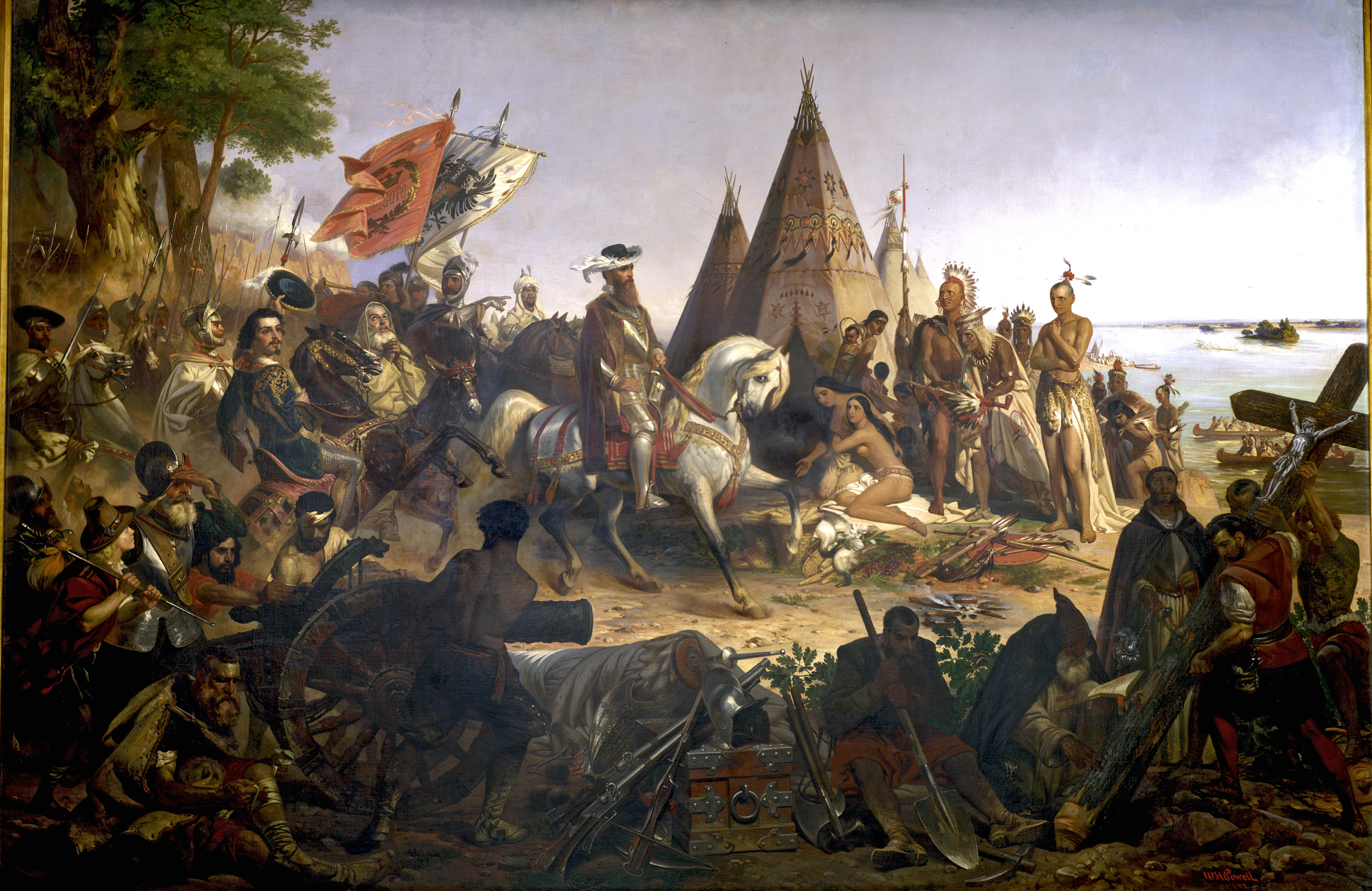
«Открытие Миссисипи», американское полотно 1847 года.

Испанцы держали Атауальпу в плену в Кахамарке в течение нескольких месяцев в то время, как комнату наполняло золото и серебро для его выкупа. В течение этого плена де Сото подружился с Атауальпой и научил его играть в шахматы. К тому времени, как выкуп был готов, испанцев встревожили слухи о наступлении армии инков на Кахамарку. Писарро послал де Сото с четырьмя солдатами на разведку. В отсутствие де Сото испанцы в Кахамарке решили убить Атауальпу, чтобы предотвратить его спасение армией инков. Де Сото вернулся позже сообщить, что он не мог найти признаков армии в этом районе.
После казни Атауальпы Писарро и его люди направились в Куско, столицу империи инков. На подходе к Куско Писарро послал своего брата, Эрнандо де Сото и сорок человек вперёд. Авангард сражался с войсками инков под городом, но бой закончился до того, как Франсиско Писарро прибыл с остальными испанцами. Армия инков отступила в ночь. Испанцы разграбили Куско, где они нашли много золота и серебра. После получения доли от грабежа из лагеря Атауальпы, выкупа Атауальпы и грабежа Куско де Сото разбогател.
По дороге в Куско Манко Инка Юпанки, брат Атауальпы, присоединился к Писарро. Манко скрывался от Атауальпы в страхе за свою жизнь и был счастлив поставить себя под защиту Писарро. Писарро сделал Манко лидером инков. Де Сото присоединился к Манко в кампании по ликвидации армии инков, лояльных Атауальпе.
К 1534 году де Сото состоял в должности вице-губернатора Куско, а Писарро строил свою новую столицу (Лима) на побережье. В 1535 году король Карл I сделал Диего де Альмагро, бывшего делового партнёра Франциско Писарро, губернатором южной части империи инков. Писарро и де Альмагро поссорились из-за того, кто будет правителем Куско. Де Альмагро строил планы по исследованию и покорению южной части империи инков (Чили). Де Сото предложил себя в качестве помощника, но де Альмагро ему отказал. Де Сото собрал свои сокровища и вернулся в Испанию в 1536 году.

## Поход в Северную Америку

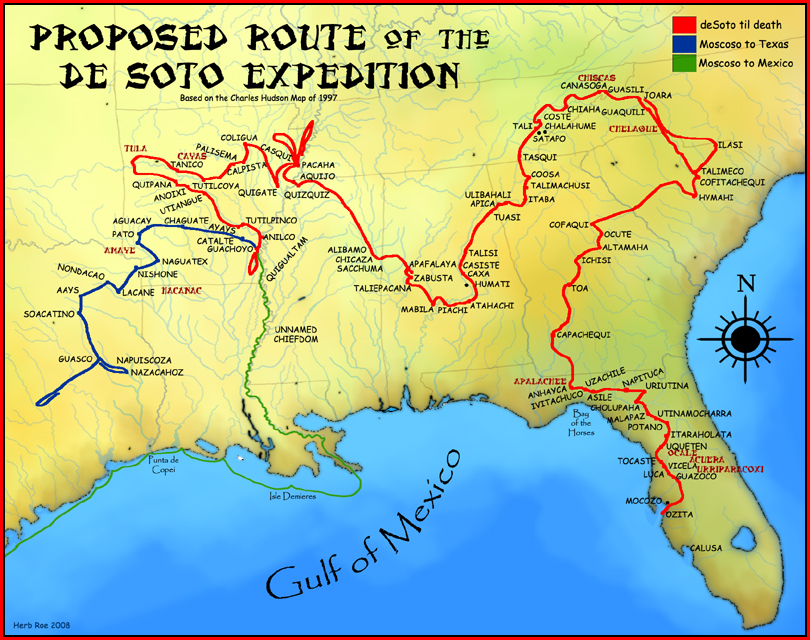
Карта предположительного пути следования экспедиции де Сото, основанная на карте Чарльза М. Гудзона (1997)

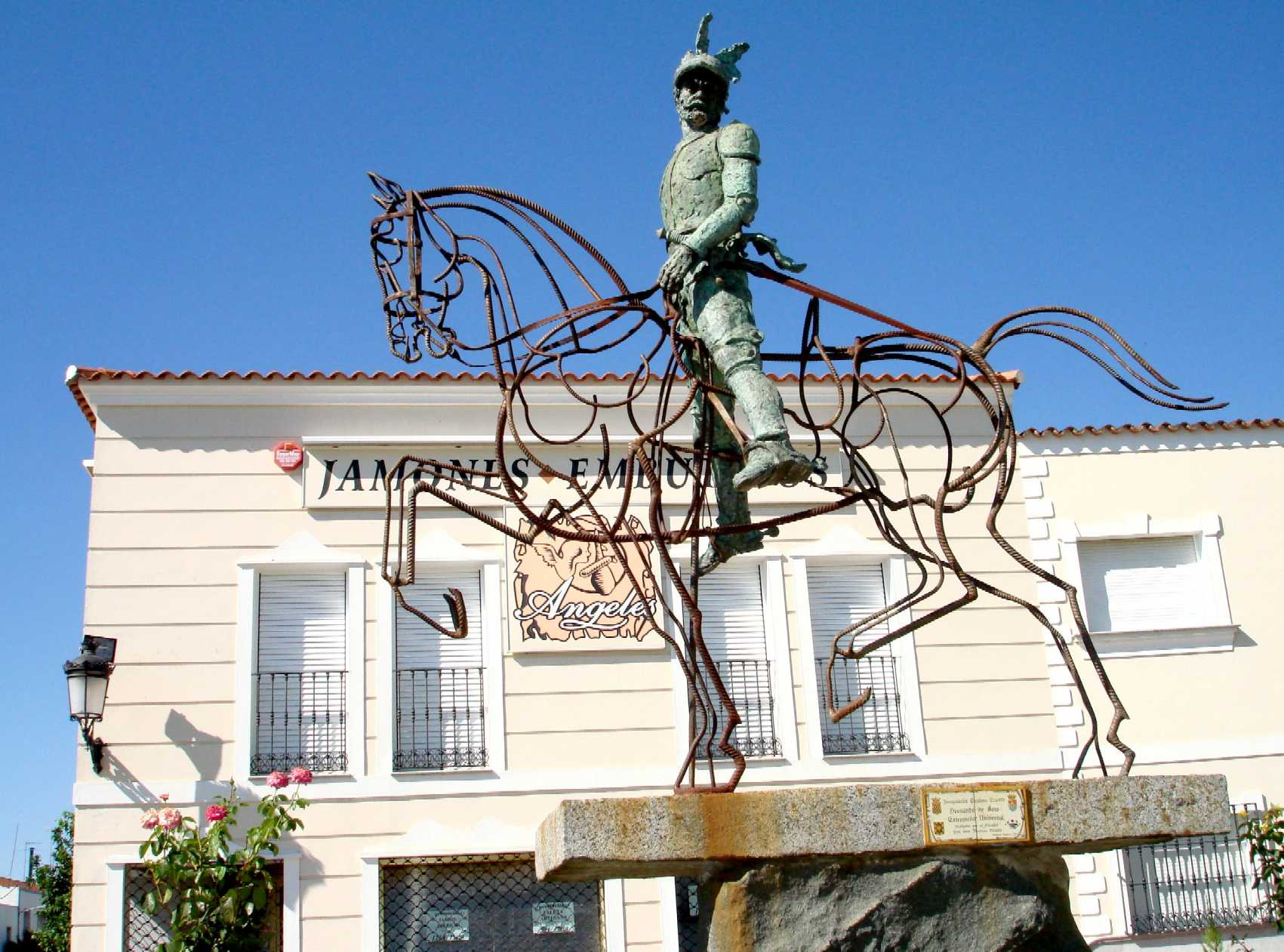
Памятник Эрнандо де Сото в Баркарротe, провинция Бадахос

Через год конкистадор получил назначение губернатором Кубы и с девятью кораблями и 620 людьми предпринял завоевательный подход в Северную Америку. Высадился на берегу Флориды 30 мая 1539 года, обследовал залив Тампа и устье реки Саванна. Первую зимовку де Сото провёл в столице апалачей Анхаике. Дошёл до территории современного штата Южная Каролина, где женщина-вождь племенного объединения Кофитачек предоставила испанцам всё, что они требовали, от жемчуга до пищи, однако их главной цели — золота — там не оказалось. Затем он пересёк горы Блу-Ридж.
На территории нынешнего штата Алабама экспедиция де Сото попала в индейскую засаду, устроенную вождём племени мабила Тускалусой. В 9-часовом бою испанцы потеряли двести человек, при этом убив несколько тысяч индейцев, и сожгли столицу племени. Победа была пирровой — де Сото потерял четверть лошадей и почти все запасы. Затем, когда он потребовал от изначально дружественно настроенного племени чикасо двести мужчин для восполнения потерь его армии, индейцы отказались и совершили налёт на спящих чужеземцев. Погибло ещё сорок человек, и испанцы потеряли остатки своего вооружения; впрочем, чикасо не стали добивать экспедицию и позволили ей покинуть их земли.
Де Сото, ранее достигший реки Алабамы, 8 мая 1541 года первым из европейцев вышел на берег реки Миссисипи. Он переправился через Миссисипи и продолжил двигаться на запад, выйдя в долину реки Арканзас. Далее маршрут лежал через земли современных Арканзаса, Оклахомы и Техаса. Подхватив во время суровой зимы лихорадку, повернул обратно и умер в Луизиане 21 мая 1542 года. На смертном одре де Сото назначил новым главнокомандующим Луиса де Москосо Альварадо. Поскольку де Сото внушал индейцам, что он бессмертный бог солнца, членам его экспедиции пришлось устроить тайные похороны: завернули тело умершего командира в одеяло, гружённое песком, и ночью бросили в Миссисипи. Его спутники вернулись в Мексику в сентябре 1543 года.

## Значение и память
Хотя современники сочли поход де Сото провальным, его историческое значение трудно переоценить. Агрессивное отношение конкистадоров к индейцам привело к оттоку некоторых племён из долины Миссисипи. Сбежавшие от испанцев лошади дали начало североамериканской популяции мустангов. Кроме того, де Сото первым познакомил индейцев со свининой.
Имя Сото (как первого европейца, узревшего воды Миссисипи) носит мост, соединяющий штаты Арканзас и Теннесси. В честь Сото была названа американская марка автомобилей DeSoto, существовавшая с 1928 по 1961 год.
О путешествии Сото рассказывается в книге Инки Гарсиласо де ла Вега «Флорида», опубликованной в 1605 году.